# Dysfunkce (Merton)
Dysfunkce (dys - z řečtiny, záporka + funkce – z latiny, akce či aktivita) je porucha funkční činnosti. Tento pojem poprvé v sociologii použil americký sociolog a funkcionalista Robert King Merton. Dysfunkční znamená v překladu nefunkční, neodpovídající, a užívá se v různých oblastech:
- V lékařství – porucha funkce orgánu, jeho části, nebo organismu.
- Nesprávná funkce nějakého prvku, např. dysfunkce ekonomiky nějaké země, nebo dysfunkce rodiny.
- V sociologii – důsledek sociální praxe nebo modelu chování, který ohrožuje stabilitu společenského systému.

## Počátky
Robert K. Merton byl představitelem funkcionalismu, který mezi 30. a 50. lety 20. století patřil k nejvlivnějším sociologickým směrům. Funkcionalismus považoval společnosti za systémy, na jejichž jednotlivé části by se nemělo nahlížet izolovaně, ale měly by být zkoumány ve vzájemných vztazích. Společnost by pak také mělo zajímat, čím tyto jednotlivé části přispívají k fungování systému jako celku. Funkcionalismus navázal na Durkheimův náhled, že jistá míra výskytu sociálních deviací (z lat. deviare = odchýlit se z cesty) je pro společnost funkční. Analýzy funkčnosti deviantních fenoménů však spíše ukazují, že co je pro jednoho funkční, může být pro druhého dysfunkční. Jinak řečeno, podle Mertona může týž jev plnit ve společnosti různé funkce a tutéž funkci mohou plnit různé jevy.

## Strukturální zdroje konfliktu a deviantního chování
Deviantní chování je jakékoliv chování porušující společenské normy. Lidé často porušují sociální normy (např. jezdí v MHD „na černo“). Ve středověku bylo největším zločinem narušení majetku panovníka. Merton nepopírá představu, že konflikty mohou být systematicky produkovány sociálními strukturami. Podle něj existují situace, kdy struktury rolí, referenčních skupin a institucí do určité míry nutně generují konflikt. Na otázku, odkud se tyto konflikty berou a jaký je jejich význam, odpovídá vytvořením pojmu „dysfunkce“, který je od té doby často využíván. Dysfunkce měla především naznačit možnost systematického vysvětlení konfliktu.

## Dysfunkce dle Mertona
Dysfunkce jsou pro Mertona velmi důležité. Podrobně je rozebírá na třech hlavních problémech funkcionalismu, které označuje jako postuláty. Problémy rozděluje do tří skupin: postulát funkcionální jednoty společnosti, postulát univerzálního funkcionalismu a postulát nezbytnosti funkcionálních rysů.
1. Postulát funkcionální jednoty společnosti Robert K. Merton se oproti Alfredu Radcliffe-Brownovi domnívá, že funkcionální jednoty společnosti mají různou velikost v rozmanitých společnostech a liší se i v časových obdobích jedné společnosti. Každá společnost má jistou úroveň integrace, ale ne vždy tu nejvyšší. Integrace menšího celku (rodina, vesnice) může způsobit dezintegraci celku většího, a proto můžeme tento proces označit za dysfunkční. Společnost není nutně funkční pro všechny lidi.
2. Postulát univerzálního funkcionalismu Merton byl přesvědčen, že některé činnosti mohou mít obecně dysfunkční následky, nebo následky, které jsou pro některé funkční a pro ostatní dysfunkční, jako je např. chudoba. Chudoba může být ve prospěch bohatých, ale nikdy neprospívá chudým.
3. Postulát nezbytnosti funkcionálních rysů Merton rozlišuje dvojí pojetí tohoto postulátu:
  - První pojetí stanovuje nutné podmínky existence společnosti. Jsou zde funkce, které musí být nezbytně vykonávány, aby společnost mohla existovat.
  - Druhé pojetí předpokládá, že některé sociální a kulturní formy jsou potřeba k naplnění těchto funkcí.

Robert K. Merton vyzdvihl problémy, které drží sociální systém dál od cíle splnit všechny funkční požadavky. Funkce jedné skupiny může sloužit k dysfunkci jiné skupiny, nebo nějaký incident může být funkční i dysfunkční zároveň pro stejnou skupinu. Určitý stupeň sociální soudržnosti usnadňuje produktivitu skupiny – je funkční. Jestliže překročí určitou hranici, stává se skupinou nefunkční, protože všichni členové takové skupiny se nedokážou udržet na tak vysoké úrovni.